# Jan Joest van Calcar
Jan Joest, também conhecido como Jan Joest van Kalkar ou Jan Joest van Calcar, (Kalkar ou Wesel, 1450 ou 1460 — 1519), foi um pintor holandês conhecido por suas pinturas religiosas. As prováveis cidades de seu nascimento são agora parte da Alemanha.
Jan Joest era praticamente desconhecido até 1874, quando dois homens, Canon Wolff e Dr. Eisenmann, reconheceram sua identidade.
Pouco se sabe sobre a vida de Joest além de sua obra como pintor. Sua maior obra, cenas da vida de Cristo, foi feita entre 1505 e 1508 na Igreja de São Nicolau, em Kalkar. Canon Wolff descobriu que, em 1518, Joest trabalhou em Colônia para a Família Hackeneg, antes de partir para a Itália, onde visitou Gênova e Veneza. Joest então voltou para a Holanda e morou em Haarlem. Outras obras suas estão em Rees e Munique. 
Dois aprendizes de Joest foram Barthel Bruyn (seu cunhado) e Joos van Cleve. Seu trabalho tem sido comparado ao de David e Memlinc, mas ele pertence mais à escola de Scorel. 